# Anatanais pseudonormani
Anatanais pseudonormani är en kräftdjursart som beskrevs av Jürgen Sieg och Winn 1981. Anatanais pseudonormani ingår i släktet Anatanais och familjen Tanaidae. Inga underarter finns listade i Catalogue of Life.